# San Sebastián de La Gomera
San Sebastián de La Gomera er en by og kommune i det sydvestlige Spanien på øen La Gomera i provinsen Santa Cruz de Tenerife, De Kanariske Øer. Den har et indbyggertal på 9.562 (2024) indbyggere.
Nabokommunerne er Hermigua i nordvest og Alajeró i sydvest.
Byen ligger i dalen Barranco de la Villa. Vandløbene fører kun ved nedbør vand. I den øverste del af Barrancos er der anlagt opdæmmede søer (embalses), for at samle overfladevandet .
I nutiden er kommunens økonomi hovedsagelig bestemt af at fungere som øen hovedstad og havn. Særlig servicesektoren, transport, handel og turismen har stor betydning for kommunens økonomi.

## Trafik
San Sebastiáns havn er øens vigtigste havn. Herfra er der færgeforbindelser til naboøen Tenerife, La Palma og El Hierro. Afstanden til den nærmest liggende færgehavn Arona er 38 kilometer. Siden 2000 er byens yachthavn blevet udvidet.
Fra San Sebastián går der to hovedveje til øens andre byer. Landevejen TF 711 mod nord, er cirka 50 kilometer lang og forbinder byen med Vallehermoso. Landevejen TF 713 går forbi Roque de Agando og forbinder med en forgrening til Playa Santiago, San Sebastian med Valle Gran Rey.
Busbanegården Estatión de Guaguas befinder sig ved Avenida del Quinto Centenario. Fra busstationen er der ruter til alle La Gomeras byer.
Bydelene:
- Centrum med La Lomada, El Calvario, Las Gallanas, La Gallarda
- El Molinito og El Langrero (nordvest for bykernen
- El Barranco (2-3 km nordvest for bykernen)
- La Laja (nordvest for bykernen i 11 km afstand i nærheden af naturparken. Forbindelse over CV-1)
- Barranco de Santiago, Tecina, Laguna de Santiago, Benchijigua, Vegaipala, Las Toscas, Ayamosna, Jerdune, Lo del Gato, El Cabrito (små bebyggelser i sydvest i en afstand af 30 km over TF-713)
- Enchereda (også Incherada) (nordvest over TF-711 og en paralelvej)

## Historie
San Sebastián de La Gomera tilhører et af Guanchernes bosætningsområder. 1440 besatte spanierne stedet, hvor øens hovedstad befinder sig i nutiden, ved enden af slugten Barranco de la Villa. Han gav stedet navnet San Sebastián, sandsynligvis på grund af spaniolernes beundring for helgenen Sebastián.
De første bygninger som blev bygget før den endelige erobring af øen var afsluttet, var kirken Ermita de San Sebastián, som i dag befinder sig udenfor bykernen, die Casa de los Peraza, på grundstykket Pozo de la Aguada, kirken  Nuestra Señora de la Asunción i Calle del Medio, som først var et lille kapel, og det 15 meter høje forsvarstårn Torre del Conde (Grevens tårn) i dalens midte. Tårnet lod spanierne bygge omkring 1450 til beskyttelse mod de oprørske indfødte.

### Kirken Nuestra Señora de la Asunción
Kirkens historie går helt tilbage til det 15. århundrede. Hernán Peraza („El Viejo“) byggede omkring 1450 et kapel af tegl- og sten. Dette bedested, en fæstning, dannede udgangspunktet for alle ø-forbindelser (dengang med skib eller båd). I slutningen af det 15. århundrede blev kapellet nedrevet og erstattet af en ny treskibet kirke. Fra denne tid stammer krydshvælvingerne af røde tufsten og facacaden. Det senbarokke alter med en Kristusfigur stammer fra den kanariske kunstner José Luján Pérez (1756–1815). Kirken er et eksempel på den gotiske byggekunst i Atlanterhavets området, hvor spanske katolske kongers byggemåde sammensmeltes med den portugisiske Emanuelstil.
Kirken blev flere gange ødelagt og beskadiget af sørøvere. 1632 fik kirketjeneren besked på at finde et gemmested for kirkebøgerne, for at kunne bringe dem i sikkerhed. Han skulle også have reb og taljer i beredskab, for at hurtigt kunne fjerne kirkeklokkerne, og dermed redde dem fra sørøvernes plyndring. Kirken er i øvrigt interessant derved, at der på væggen bagest i kirken findes en gammel fresko - formentlig den ældste på De Kanariske Øer som viser et engelsk angreb på La Gomera i 1743.

## Seværdigheder
- Grevens Tårn, Torre del Conde i parken med samme navn. Tårnet er bygget omkring år 1450 og er byens ældste bygning. Den var en del af byens forsvarsanlæg mod pirater og fremmede magters indtrængen.
- Museet Casa de Colón med Columbusbrønden. Her boede Columbus under sit ophold i byen. Huset er i dag indrettet som museum. Derudover står den brønd endnu, hvorfra besætningen hentede vand til deres skibe. På en bronzeplade på brønden står der på spansk: ”Med vand fra denne brønd blev Amerika døbt.”
- Klipperne Los Roques
- Slugten Barranco del Cabrito
- Det 2,5 km² fredede naturområde Puntallana er beliggende nord for byen. Reservatet har flere interessante geologiske formationer, og en rig fauna og flora.
- Naturparken Majona har flere slugter med stejle skråninger. Der er typiske kanariske træer og en rig fauna.

## Galleri
- San Sebastián
- San Sebastián
- San Sebastián set fra oven
- San Sebastián marina